# اجازه رقص روی صحنه
اجازهٔ رقص روی صحنه (به انگلیسی: Permission to Dance On Stage) مجموعه‌ای از کنسرت‌ها با اجرای گروه کره‌ای بی‌تی‌اس بود. به‌علت محدودیت‌های کووید ۱۹ در گردهمایی‌ها و سفرها، این مجموعه کنسرت‌ها در قالب اجراهای استادیومی با یا بدون حضور مخاطب زنده برگزار شد. فهرست ترانه‌های اجراشده در این کنسرت‌ها، شامل قطعاتی از آلبوم‌های قبلی گروه بود. این ۱۲ کنسرت در تاریخ ۲۴ اکتبر ۲۰۲۱، از سئول کرهٔ جنوبی آغاز شد و در ۱۶ آوریل ۲۰۲۲، در لاس وگاس نوادا پایان یافت.

## کنسرت‌ها

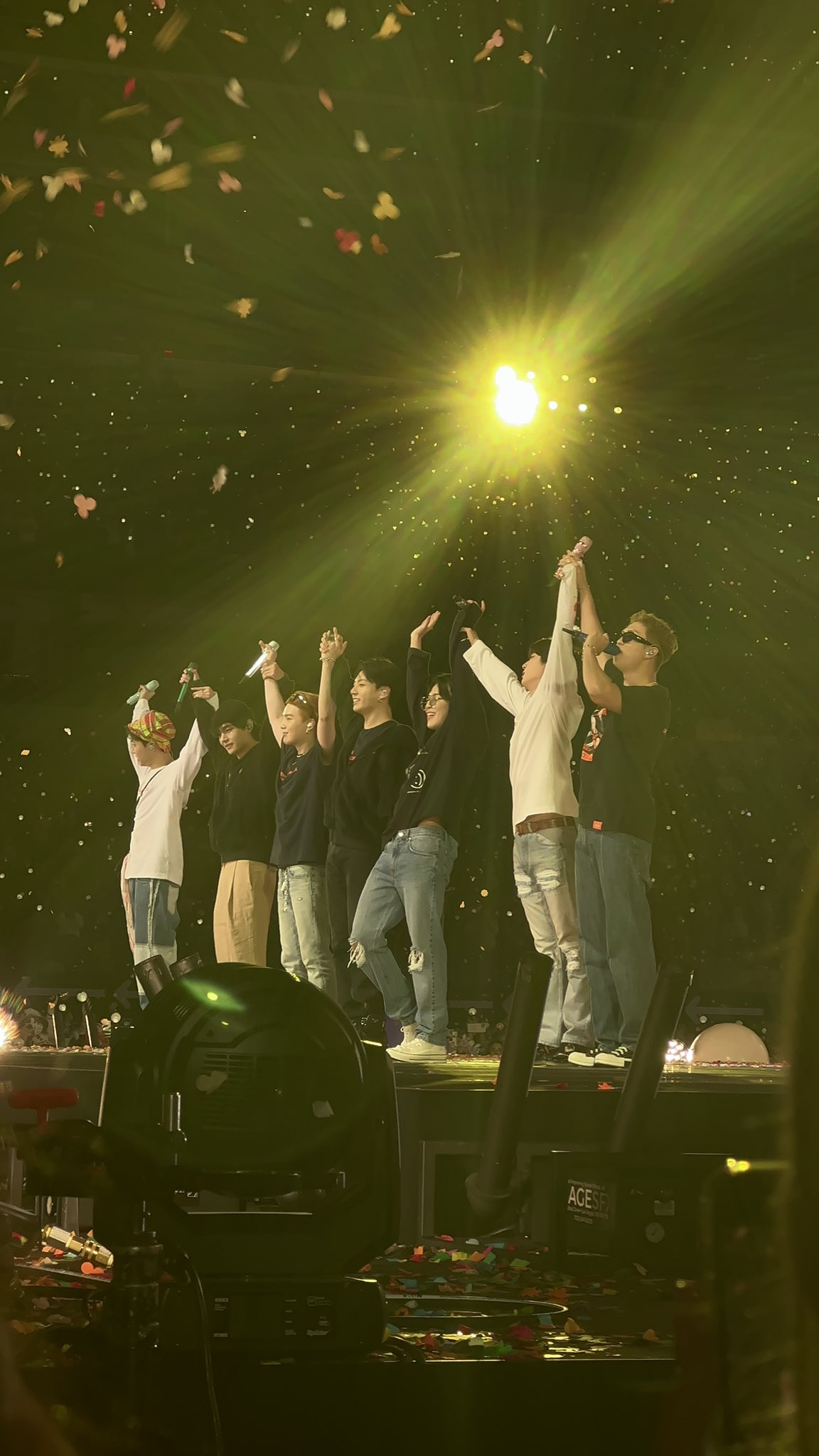
بی‌تی‌اس در روز دوم اجازهٔ رقص روی صحنه—ال‌ای در ورزشگاه سوفای، ۲۸ نوامبر ۲۰۲۱

| تاریخ          | شهر      | کشور         | مکان                                                      | حاضرین                                     | درآمد                               | منبع(ها)    |
| -------------- | -------- | ------------ | --------------------------------------------------------- | ------------------------------------------ | ----------------------------------- | ----------- |
| ۲۴ اکتبر ۲۰۲۱  | سئول     | کرهٔ جنوبی    | ورزشگاه المپیک سئول / وی‌ورس                               | —                                          | —                                   | [ ۱ ]       |
| ۲۷ نوامبر ۲۰۲۱ | اینگلوود | ایالات متحده | ورزشگاه سوفای / تئاتر یوتیوب / وی‌ورس                      | ۸۱۳٬۰۰۰ (۲۱۴٬۰۰۰ / ۱۸٬۰۰۰ / ۵۸۱٬۰۰۰)       | $۳۳٬۳۰۰٬۰۰۰                         | [ ۲ ]       |
| ۲۸ نوامبر ۲۰۲۱ | اینگلوود | ایالات متحده | ورزشگاه سوفای / تئاتر یوتیوب / وی‌ورس                      | ۸۱۳٬۰۰۰ (۲۱۴٬۰۰۰ / ۱۸٬۰۰۰ / ۵۸۱٬۰۰۰)       | $۳۳٬۳۰۰٬۰۰۰                         | [ ۲ ]       |
| ۱ دسامبر ۲۰۲۱  | اینگلوود | ایالات متحده | ورزشگاه سوفای / تئاتر یوتیوب / وی‌ورس                      | ۸۱۳٬۰۰۰ (۲۱۴٬۰۰۰ / ۱۸٬۰۰۰ / ۵۸۱٬۰۰۰)       | $۳۳٬۳۰۰٬۰۰۰                         | [ ۲ ]       |
| ۲ دسامبر ۲۰۲۱  | اینگلوود | ایالات متحده | ورزشگاه سوفای / تئاتر یوتیوب / وی‌ورس                      | ۸۱۳٬۰۰۰ (۲۱۴٬۰۰۰ / ۱۸٬۰۰۰ / ۵۸۱٬۰۰۰)       | $۳۳٬۳۰۰٬۰۰۰                         | [ ۲ ]       |
| ۱۰ مارس ۲۰۲۲   | سئول     | کرهٔ جنوبی    | ورزشگاه المپیک سئول / بعضی از سالن‌های تئاتر جهانی / وی‌ورس | ۲٬۴۶۵٬۰۰۰ (۴۵٬۰۰۰ / ۱٬۴۰۰٬۰۰۰ / ۱٬۰۲۰٬۰۰۰) | اعلام‌نشده / $۳۲٬۶۰۰٬۰۰۰ / اعلام‌نشده | [ ۳ ]       |
| ۱۲ مارس ۲۰۲۲   | سئول     | کرهٔ جنوبی    | ورزشگاه المپیک سئول / بعضی از سالن‌های تئاتر جهانی / وی‌ورس | ۲٬۴۶۵٬۰۰۰ (۴۵٬۰۰۰ / ۱٬۴۰۰٬۰۰۰ / ۱٬۰۲۰٬۰۰۰) | اعلام‌نشده / $۳۲٬۶۰۰٬۰۰۰ / اعلام‌نشده | [ ۳ ]       |
| ۱۳ مارس ۲۰۲۲   | سئول     | کرهٔ جنوبی    | ورزشگاه المپیک سئول / بعضی از سالن‌های تئاتر جهانی / وی‌ورس | ۲٬۴۶۵٬۰۰۰ (۴۵٬۰۰۰ / ۱٬۴۰۰٬۰۰۰ / ۱٬۰۲۰٬۰۰۰) | اعلام‌نشده / $۳۲٬۶۰۰٬۰۰۰ / اعلام‌نشده | [ ۳ ]       |
| ۸ آوریل ۲۰۲۲   | لاس وگاس | ایالات متحده | ورزشگاه الیجنت / ام‌جی‌ام گرند گاردن آرنا / وی‌ورس           | ۶۲۴٬۰۰۰ (۲۰۰٬۰۰۰ ۲۲٬۰۰۰ ۴۰۲٬۰۰۰)           | $۳۵٬۹۰۰٬۰۰۰ / اعلام‌نشده / اعلام‌نشده | [ ۵ ] [ ۶ ] |
| ۹ آوریل ۲۰۲۲   | لاس وگاس | ایالات متحده | ورزشگاه الیجنت / ام‌جی‌ام گرند گاردن آرنا / وی‌ورس           | ۶۲۴٬۰۰۰ (۲۰۰٬۰۰۰ ۲۲٬۰۰۰ ۴۰۲٬۰۰۰)           | $۳۵٬۹۰۰٬۰۰۰ / اعلام‌نشده / اعلام‌نشده | [ ۵ ] [ ۶ ] |
| ۱۵ آوریل ۲۰۲۲  | لاس وگاس | ایالات متحده | ورزشگاه الیجنت / ام‌جی‌ام گرند گاردن آرنا / وی‌ورس           | ۶۲۴٬۰۰۰ (۲۰۰٬۰۰۰ ۲۲٬۰۰۰ ۴۰۲٬۰۰۰)           | $۳۵٬۹۰۰٬۰۰۰ / اعلام‌نشده / اعلام‌نشده | [ ۵ ] [ ۶ ] |
| ۱۶ آوریل ۲۰۲۲  | لاس وگاس | ایالات متحده | ورزشگاه الیجنت / ام‌جی‌ام گرند گاردن آرنا / وی‌ورس           | ۶۲۴٬۰۰۰ (۲۰۰٬۰۰۰ ۲۲٬۰۰۰ ۴۰۲٬۰۰۰)           | $۳۵٬۹۰۰٬۰۰۰ / اعلام‌نشده / اعلام‌نشده | [ ۵ ] [ ۶ ] |

## فهرست ترانه‌ها
این فهرست ترانه‌های اجراشده در کنسرت آن‌لاین ۲۴ اکتبر ۲۰۲۱ است و شامل تمام کنسرت‌های این مجموعه نیست.
1. «ادامه»
2. «آتش»
3. «دی‌ان‌ای»
4. «عالی»
5. «آبی و خاکستری»
6. «قوی سیاه»
7. «خون عرق و اشک»
8. «عشق دروغین»
9. «زندگی ادامه دارد»
10. «پسری با عشق»
11. «دینامیت»
12. «کره»
13. «هواپیما قسمت ۲»
14. «قاشق نقره‌ای»
15. «بیماری»
16. «تله‌پاتی»
17. «بمان»
18. «که چی؟»
19. «به تو نیاز دارم»
20. «نجاتم بده»
21. «آیدل»

آنکور
1. «پایان: همیشه جوان»
2. «روز بهاری»
3. «اجازهٔ رقص»